# Laphria gibbosa
Laphria gibbosa är en tvåvingeart som först beskrevs av Carl von Linné 1758.  Laphria gibbosa ingår i släktet Laphria, och familjen rovflugor. Arten är reproducerande i Sverige.